# 馬拉卡爾
（英语：Malakal），是南蘇丹共和國的都市，上尼羅州的首府，位在南蘇丹東北部，白尼羅河右岸。人口約13萬（2010年）。